# 小出英常
小出 英常（こいで ふさつね）は、丹波国園部藩6代藩主。吉親系小出家6代。

## 生涯
5代藩主・小出英持の次男。正室は土井利信の娘。継室は井伊直存の娘。
宝暦5年（1755年）4月15日、将軍徳川家重に御目見する。宝暦7年12月18日（1758年）、従五位下・伊勢守に叙任する。明和4年12月7日（1768年）、父の死去により跡を継ぐ。明和6年（1769年）10月1日、奏者番となった。安永4年（1775年）9月29日、33歳で死去し、跡を長男の英筠が継いだ。

## 系譜
- 父：小出英持（1706-1767）
- 母：不詳
- 正室：秀 - 土井利信の娘
- 継室：井伊直存の娘
  - 長男：小出英筠（1775-1821）
- 生母不明の子女
  - 次男：小出英信
  - 女子：稲垣定淳正室
  - 女子：井伊直幸養女 - 立花鑑門継室
  - 女子：小出英俊室